# Craig Gardner
Craig Gardner (Solihull, 1986. november 25. –) angol labdarúgó, 2014 óta az angol élvonalbeli West Bromwich Albion csapatában játszik középpályás poszton. Sokoldalú játékosként Gardner szinte minden középpályásposzton képes jól játszani, de a pálya közepén érzi magát a legjobban. 2005. január 31-én kapta meg első profi szerződését az Aston Villától, 2010-ben a városi rivális Birmingham Cityhez, gyermekkori klubjához szerződött.

## Pályafutása

### Aston Villa

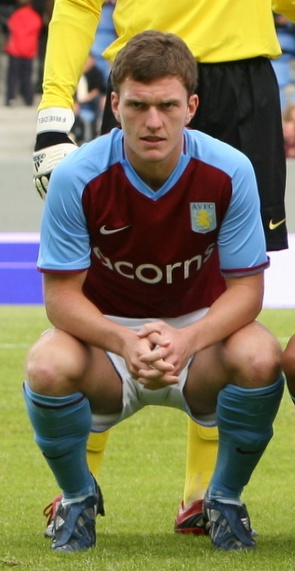
Gardner 2008-ban az Aston Villa mezében

Solihullban, West Midlandsban született, Gardner 2003-ban elutasította a Birmingham City lehetőségét az Aston Villa kedvéért és 2005. január 31-én kapott profi szerződést. A Premier League-ben 2005. december 26-án bemutatkozott, a Yardley Kings juniorcsapatában játszott. Ez még azelőtt volt, hogy csatlakozott az Aston Villa utánpótlásához, amely klubban végül Steven Davis cseréjeként lépett pályára az Everton ellen a Villa Parkban. Első profi gólját a Middlesbrough elleni április 14-i idegenbeli 3–1-es győzelem alkalmával lőtte. A szezon utolsó fordulójában a Bolton Wanderers ellen is betalált. Miután több meccsen is pályára lépett, a menedzser Martin O’Neill tárgyalásokat kezdett Gardner szerződése meghosszabbításáról.
2007 augusztusában Gardner aláírt egy új, négy évre szóló megállapodást, amely 2011. júniusáig szólt. Október elején két meccsen két gólt lőtt szabadrúgásokból. Először a 2007. október 1-én a Tottenhamnak talált be, a mérkőzés végeredménye 4–4 lett és 5 nappal később ő lőtte a West Ham elleni győztes gólt egy megpattanó szabadrúgásból.
2007. december 1-én Gardner lőtte az Arsenal elleni hazai mérkőzés első gólját. A Villa 2–1-re kikapott. Gardner lenyűgözte a menedzsert, Martin O’Neillt, és a csapatkapitány Gareth Barryt, aki elmondta, véleménye szerint Gardner évekig kulcsember lehet.
Gardner a 2009–10-es szezonban csak egy mérkőzésen lépett pályára ágyéksérülés miatt. 2010. január 4-én kiderült, a Birmingham City 3,5 millió fontot ajánlott a játékosért. Azonban kiderült, hogy az Aston Villa elutasította az ajánlatot. A Birmingham City tett egy második ajánlatot is némi kiegészítéssel, ezt a Villa már elfogadta. Minden sorozatot együttvéve Gardner összesen 80 mérkőzésen lépett pályára a klub mezében.

### Birmingham City
2010. január 26-án a Birmingham City játékosa lett négy évre, 3 millió fontot, továbbá félmilliónyi bónuszt fizettek érte. Február 7-én a 68. percben állt be, és előkészítette Kevin Phillips első gólját, amellyel a midlandsi rivális Wolverhampton Wanderers ellen egyenlítettek, majd 2–1-re megnyerték a mérkőzést. Első gólját az Everton ellen lőtte március 13-án. A szezon vége felé Gardner főleg Sebastian Larsson helyén, a jobb szélen kapott lehetőséget. Miután visszakerült az általa favorizált középső posztra, kétszer talált be a 2010–11-es szezon első hazai meccsén, a Birmingham hátrányból fordítva verte a Blackburn Roverset 2–1-re, majd a következő idegenbeli meccsen is gólt lőtt, ezúttal a Bolton ellen. Gardner hosszabbításban lőtt győztes gólja a West Ham United ellen a Ligakupa döntőjébe juttatta az együttest. Minden sorozatot figyelembe véve 10 góllal ő volt a klub legtöbb gólt szerző játékosa a 2010–11-es szezonban, ebből nyolcat bajnoki meccseken, kettőt más sorozatokban szerzett. A 2010–11-es szezonban 29 bajnokin lépett pályára, de csapata kiesett a Championshipbe.

### Sunderland

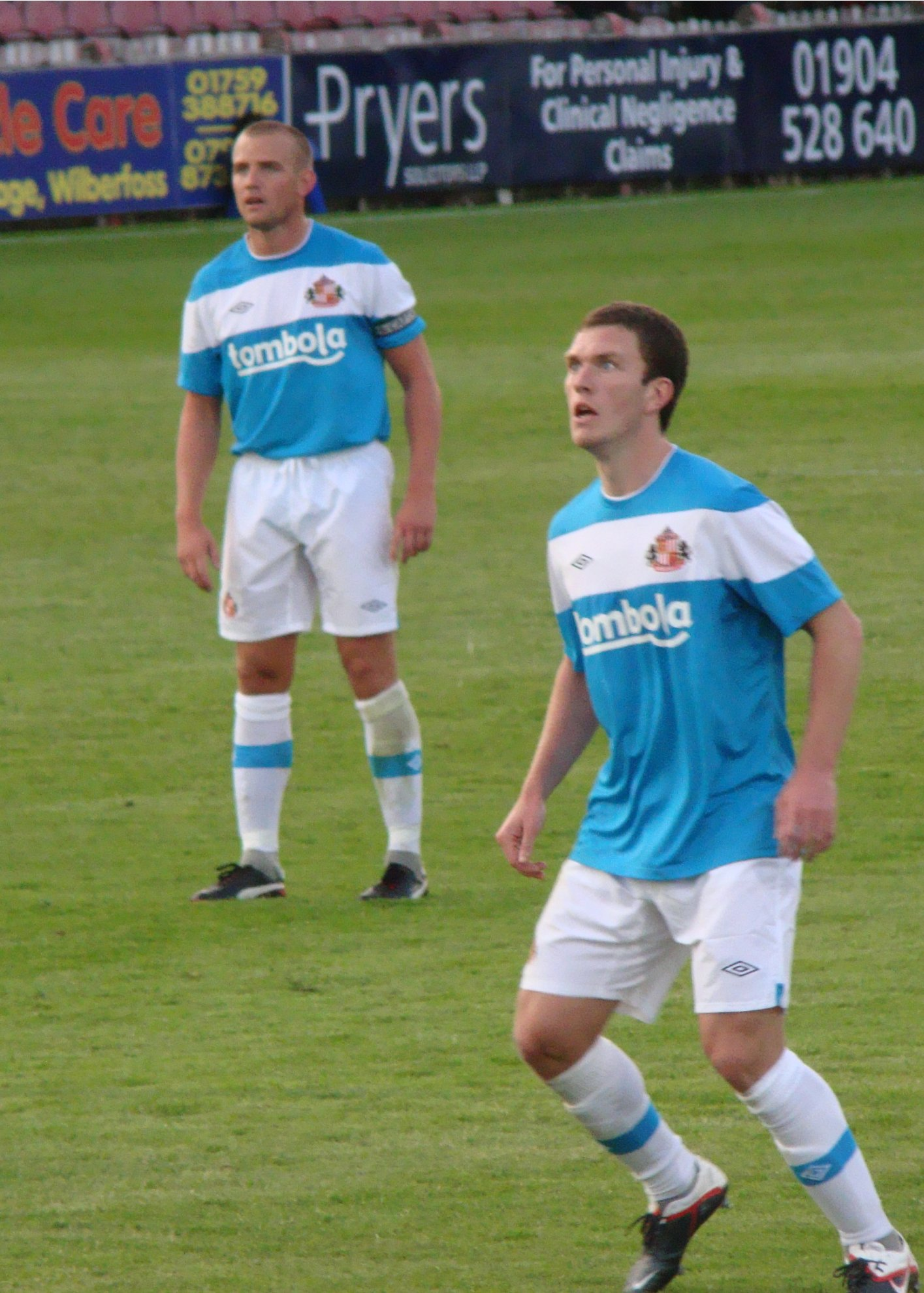
Gardner és Lee Cattermole a York City elleni felkészülési meccsen a szezon előtt

2011. június 30-án a BBC Sport információi szerint 6 millió fontért a Sunderland játékosa lett. Gardner augusztus 20-án a Newcastle United elleni hazai vereség alkalmával debütált, első gólját 2011. szeptember 18-án lőtte, csavart lövése becsorgott a Stoke City kapusa, Asmir Begović felett, a Sunderland 4–0-ra nyert, megszerezve szezonbeli első győzelmüket. Gardner később kegyvesztetté vált, szóba került, hogy távozik  a januári átigazolási időszakban. 2011 decemberében távozott Steve Bruce, O'Neillt nevezték ki, a korábbi edzőjével való közös munka fordulatot hozott Gardner és a Fekete Macskák ügyében. Gardner jobbhátvédként játszott 2012. első napján a Manchester City ellen, a sérüléshullám miatti szokatlan pozíciójából segítette hozzá a Sunderlandet a listavezető elleni 1–0-s sikerhez. Két nappal később Gardner ismét a védelem jobb oldalán játszott, megszerezte második piros-fehér gólját egy közvetlen szabadrúgásból, ez a 30 méterről lőtt gól volt az egyik gól a négy vendéggólból, a házigazda Wigan mindössze 1-et lőtt. Nem sokkal később Gardnerre rátört a honvágy, és kérte a vezetőségtől, hogy hazatérhessen The Midlandsbe. A Sunderland elutasította a középpályás előző klubja, a Birmingham City január 19-i ajánlatát, miszerint kölcsönvették volna Gardnert. A középpályás január 21-én a tizenhatoson kívülről lőtt egy átemelős gólt, 2–0-ra győzték le otthon a Swansea Cityt. A 2011–12-es szezonban 30 bajnokin 3 gólt szerzett.
Gardner maradt a 2012–13-as szezonra a Sunderlandban, elutasítva a pletykákat, melyek szerint nyugtalan a Wearside-on. O'Neill a szezon nagy részében jobbhátvédként számolt vele. Első gólját szeptember 25-én lőtte, a MK Dons elleni Ligakupa-meccsen közvetlen szabadrúgásból talált be. Gardner a West Bromwich elleni 2-4-es hazai vereség alkalmával is közvetett szabadrúgásból talált be, ő lőtte a Norwich elleni szépítő gólt is (idegenben 2–1). Január 5-én újrajátszást élő gólt lőtt a Bolton ellen: az FA-kupa 3. körében a tizenhatos sarkáról talált be. Büntetőből lőtte a Sunderland egyetlen gólját januárban a Reading ellen (2–1). Márciusban visszavonták Gardner egy büntetőjét, mert Ashkan Dejagah bemozdult, de az angol középpályás a megismételt tizenegyest is belőtte, hozzásegítve a Sunderlandet a 2–2-höz. Gardner a hónap végén a Norwich elleni döntetlen alkalmával is értékesített egy büntetőt, nyolcra alakítva szezonbeli góljai számát. A korábbi Villa-játékos góljainak ellenére a Fekete Macskák sorozatban nyolc nyeretlen meccset játszottak, a Manchester United elleni vereség után O'Neillt menesztették, utódja Paolo Di Canio lett. Gardner kezdett az olasz edző első meccsén, a Chelsea 2–1-re verte meg őket, a középpályás begyűjtötte szezonbeli 10. sárga lapját. Eltiltása miatt nem játszhatott a Tyne–Wear derbin a Newcastle ellen. Azonban Di Canio megengedte Gardnernek, hogy a Sunderland-szurkolókkal utazzon a meccsre, és a vendégszektorból nézhesse a találkozót. A középpályás együtt énekelt a Sunderland-szurkolókkal a metrón, és megünnepelte, hogy a Fekete Macskák 3–0-ra kiütötték ellenfelüket. Gardner eltiltása után visszatért, de a Stoke ellen Charlie Adam megütéséért kiállították, idő előtt véget vetve szezonjának.
Gardner első gólját a 2013-14-es szezonban büntetőből lőtte, ennek ellenére otthon 3–1-re kikaptak az Arsenaltól. Pár héttel később a Manchester United ellen is ő lőtte a meccs első gólját, azonban a Vörös Ördögök fordítottak, és 2–1-re nyertek. Gardner lőtte az FA-kupa ötödik fordulójában a Southampton elleni meccs egyetlen gólját, a labda távolról került a felső sarokba.

### West Bromwich Albion
2014. május 20-án a West Bromwich Albionhoz szerződött három évre.

## Magánélete
Gardner állítása szerint mindig is Birmingham City-szurkoló volt. Korábban (míg az Aston Villában játszott) azt hangoztatta, gyerekkorától Villa-szurkoló. Öccse, Gary Gardner, szintén játszott az angol ifjúsági válogatottakban, az Aston Villánál vált profivá. 2012 júniusában 500 fontot adományozott egy mozgássérült családjának egy bevásárlóközponti találkozás után, ez csak azután derült ki, hogy a Stoke-on-Trentben élő família elmondta egy helyi lapnak

## Statisztikák
2014. április 27. szerint
| Klub                     | Szezon                   | Bajnokság                | Bajnokság | Bajnokság | FA-kupa | FA-kupa | Ligakupa | Ligakupa | Európa | Európa | Összesen | Összesen |
| Klub                     | Szezon                   | Osztály                  | Meccs     | Gól       | Meccs   | Gól     | Meccs    | Gól      | Meccs  | Gól    | Meccs    | Gól      |
| ------------------------ | ------------------------ | ------------------------ | --------- | --------- | ------- | ------- | -------- | -------- | ------ | ------ | -------- | -------- |
| Aston Villa              | 2005–06                  | FA Premier League        | 8         | 0         | 1       | 0       | 0        | 0        | —      | —      | 9        | 0        |
| Aston Villa              | 2006–07                  | FA Premier League        | 13        | 2         | 0       | 0       | 0        | 0        | —      | —      | 13       | 2        |
| Aston Villa              | 2007–08                  | Premier League           | 23        | 3         | 1       | 0       | 1        | 0        | —      | —      | 25       | 3        |
| Aston Villa              | 2008–09                  | Premier League           | 14        | 0         | 4       | 0       | 1        | 0        | 11     | 1      | 30       | 1        |
| Aston Villa              | 2009–10                  | Premier League           | 1         | 0         | 0       | 0       | 1        | 0        | 1      | 0      | 3        | 0        |
| Aston Villa              | Összesen                 | Összesen                 | 59        | 5         | 6       | 0       | 3        | 0        | 12     | 1      | 80       | 6        |
| Birmingham City          | 2009–10                  | Premier League           | 13        | 1         | 2       | 0       | 0        | 0        | —      | —      | 15       | 1        |
| Birmingham City          | 2010–11                  | Premier League           | 29        | 8         | 2       | 0       | 6        | 2        | —      | —      | 37       | 10       |
| Birmingham City          | Összesen                 | Összesen                 | 42        | 9         | 4       | 0       | 6        | 2        | —      | —      | 52       | 11       |
| Sunderland               | 2011–12                  | Premier League           | 30        | 3         | 6       | 0       | 1        | 0        | —      | —      | 37       | 3        |
| Sunderland               | 2012–13                  | Premier League           | 33        | 6         | 2       | 1       | 2        | 1        | —      | —      | 37       | 8        |
| Sunderland               | 2013–14                  | Premier League           | 18        | 2         | 3       | 1       | 5        | 0        | —      | —      | 26       | 3        |
| Sunderland               | Összesen                 | Összesen                 | 81        | 11        | 11      | 2       | 8        | 1        | —      | —      | 100      | 14       |
| West Bromwich Albion     | 2014–15                  | Premier League           | 0         | 0         | 0       | 0       | 0        | 0        | —      | —      | 0        | 0        |
| Karrierje során összesen | Karrierje során összesen | Karrierje során összesen | 182       | 25        | 21      | 2       | 17       | 3        | 12     | 1      | 232      | 31       |

1. ↑  Két Intertotó-kupa-meccs, kilenc UEFA-kupa-meccs, ezeken egy gól
2. ↑  UEFA-kupa

## Sikerek
Aston Villa
- FA Youth Cup: Ezüstérmes 2003–04

Birmingham City
- Football League Cup: Győztes 2011

Sunderland
- Football League Cup: Ezüstérmes 2013–14

Anglia
- U21-es labdarúgó-Európa-bajnokság: Ezüstérmes 2009

## Fordítás
Ez a szócikk részben vagy egészben  a   Craig Gardner című angol Wikipédia-szócikk ezen változatának fordításán alapul.  Az eredeti cikk szerkesztőit annak laptörténete sorolja fel. Ez a jelzés csupán a megfogalmazás eredetét és a szerzői jogokat jelzi, nem szolgál a cikkben szereplő információk forrásmegjelöléseként.